# NGC 6235
NGC 6235 is een bolvormige sterrenhoop in het sterrenbeeld Slangendrager. Het hemelobject werd op 26 mei 1786 ontdekt door de Duits-Britse astronoom William Herschel.

## Synoniemen
- GCL 48
- ESO 586-SC5